# Quirinus Kuhlmann
Quirinus (Kwirynus) Kuhlmann (ur. 25 lutego 1651 we Wrocławiu, zm. 4 października 1689 w Moskwie) – niemiecki barokowy poeta i mistyk. 
Swoje pierwsze wiersze opublikował już jako uczeń, a w 1672 roku nadano mu tytuł poeta laureatus. Pod wpływem pism Jakuba Böhmego i Johanna Rothego zaczął głosić w Anglii, Francji, Rosji, a nawet w Turcji proroctwa o nadejściu królestwa eschatologicznego, za co spalono go na stosie w Moskwie jako religijnego wichrzyciela.

## Dzieła
- Ausgewählte Dichtungen. Potsdam: Hadern, 1923.
- Entsprossene Teutsche Palmen, hrsg. Robert L. Beare, in: Journal of English and Germanic Philology 52 (1953), 346-371.
- Himmlische Libes-Küsse, hrsg. Birgit Biehl-Werner. Tübingen: Niemeyer, 1971 (Repr. d. Ausg. Jena 1671).
- Kühlpsalter, hrsg. Robert L. Beare. Tübingen: Niemeyer, 1971 (Repr. d. Ausg. Amsterdam 1684-86).
- Neubegeisterter Böhme. Stuttgart: Literar. Verein, 1995 (Repr. d. Ausg. Leiden 1642).